# Яким (Сеньківський)
Отець Яким Іван Сеньківський ЧСВВ (2 липня 1896, Гаї Великі — 29 червня 1941, Дрогобич) — ієромонах-василіянин, священномученик УГКЦ.

## Життєпис
Іван (пізніше Яким ЧСВВ) Сеньківський народився 2 липня 1896 року в с. Гаї Великі на Тернопільщині. Після завершення богословських студій у Львові був рукоположений на священника 4 грудня 1921 року. Здобув ступінь доктора богослов'я в Інсбруці. 
Із 1923 р. проходить новіціят ЧСВВ у Крехові. Перші обіти склав 1 березня 1925 року, а 31 серпня 1930 року — довічні. Після складення перших обітів 10 березня 1925 року переведений співробітником на парафію с. Краснопуща на Тернопільщині. З 1927 р. по 1931 р. був професором гуманітарних наук при монастирі с. Лаврів на Старосамбірщині. 
З 1931 р. до 1938 р. посідає різні пости в монастирі св. Онуфрія у Львові. У сані ієромонаха був наставником Марійського товариства домогосподарок, гімназійних хлопців, відповідав за Товариство молитви і Третій Василіанський Чин. Написав хроніку монастиря. Ієромонах Яким Сеньківський був веселої вдачі, товариський, скромний і працьовитий. Мав особливий дар від Бога у спілкуванні з людьми, і особливо з молоддю.
1938 р. був призначений до монастиря оо. Василіян і співробітником парафії церкви Святої Трійці в місті Дрогобичі. Заслужив любов і повагу парафіян блискучим проповідницьким хистом.
З початком радянської окупації Дрогобича більшовицька влада заборонила о. Сеньківському та о. Баранику покидати Святотроїцький монастир, мотивуючи це воєнним часом. Вірні радили отцям якнайшвидше полишити монастир, та вони, хоч і знали, що їм загрожує смерть, відмовилися, бо вважали, що НКВД може помститися усім мешканцям монастиря. Вранці 26 червня 1941 року о. Сенківський відправив останню у своєму житті Святу Літургію. Через кілька годин він разом з о. Бараником був заарештований НКВД і ув'язнений до Дрогобицьких «Бриґідок». З того часу ніхто їх живими не бачив. Після відступу більшовиків люди впізнали на території в'язниці спотворене тортурами тіло ієромонаха Северіяна Бараника, яке поховали у спільній могилі. Були свідчення, що ієромонаха Якима Сеньківського більшовицькі нелюди замучили і зварили у казані.

## Прославлення
27 червня 2001 р. ієромонах Яким Сеньківський був беатифікований у Львові під час Святої Літургії у візантійському обряді Святішим Отцем Іваном Павлом ІІ. 

## Вшанування пам'яті
2007 року на подвір'ї церкви Святих Апостолів Петра і Павла на стіні будинку було встановлено величну мозаїку Блаженних мучеників Віталія, Северіяна та Якима. 
В увічнення пам'яті про дрогобицьких Блаженних мучеників Віталія, Северіяна та Якима в Дрогобичі на вулиці Є. Коновальця збудовано церкву Дрогобицьких священномучеників.

Мозаїка Блаженних мучеників Северіяна, Якима та Віталія на подвір'ї церкви Святих Апостолів Петра і ПавлаМозаїка Блаженних мучеників Северіяна, Якима та Віталія на подвір'ї церкви Святих Апостолів Петра і Павла
Церква Дрогобицьких священномучеників
Зображення Дрогобицьких священномучеників Северіяна, Якима та Віталія над входом в церкву Дрогобицьких священномучеників